# Стейн Мерен
Стейн Мерен (16 травня 1935, Осло — 28 липня 2017, Осло) — норвезький письменник та художник.

## Життєпис
Син дантиста Хаакона Мерен (1910—1938) та Сольвейг Марі Клавенесс Бйерке (1908—1955), пізніше всиновлений Ейнар Фріс Яррой. Вивчав природничі науки в Осло та Мюнхені, англійську мову та літературу в Кембриджському університеті, а згодом філософію та історію релігій в Осло.

## Творчість

### Письменник
Як письменник він писав переважно вірші, а також романи, есе та п'єси. Дебютував збіркою поезій Gjennom stillheten en natt 1960 року.
Його дебют як драматурга відбувся п'єсою Narren og hans hertug, прем'єра якої відбулася в Національному театрі та отримала схвальні відгуки. Режисером був Пер Бронкен, музику для вистави писав Фінн Лудт, хореографією танцю був Едіт Роджер. Відправною точкою для Мерен були ігри за владу та інтриги пізнього Середньовіччя, і він категорично відкидав ідею, що п'єсу слід розглядати як коментар до сучасного суспільства. Телеканал NRK показав репортажі з вистави в культурному журналі Teaterspeilet у січні 1969 року і повідомив, що критики охарактеризували прем'єру як «велику і багатообіцяючу подію».
Основною темою у творчості Мерен є стосунки між природою та свідомістю. На ранньому етапі відчувається відчай через нездоланну прірву між людською свідомістю та рештою природи. Починаючи зі збірки Aurora Det Niende Mørke (1969), він, здається, знаходить рішення, наголошуючи на поезії та міфі як на місці, де природа може усвідомити себе.
З 1980-х років у віршах з'являється більш похмура тональність. Хвороба і смерть тепер стають мотивами, а колишні мотиви, такі як дитинство і кохання, набувають забарвлення скорботи і кризи. Тепер часто зображується кохання, що минуло.
У своїх есеях, а також у двох романах De utydelige і Titanene, він займався культурною критикою, критикуючи політизацію мистецтва в 1970-х роках, а також планове і патронажне суспільство соціал-демократії.
Одним із найвідоміших його віршів є вірш про кохання Jeg holder ditt hode зі збірки Mot en verden av lys (1963).
Наприкінці життя Мерен захворів на хворобу Паркінсона. «Після мене нічого не залишиться», — сказав він і спалив усі сліди чернеток і незавершених віршів. Але залишилося після нього понад 30 поетичних збірок.

### Художник
Його художній дебют був у 1993 році. В Galleri Haaken в Осло були виставлені його картини, а також він опублікував кілька книг, в яких поєднав вірші та малюнки, наприклад, Kjærlighetsdikt (1997).

## Нагороди та досягнення
- 1963 Стипендія Мадса Віля Нігаарда
- Премія критиків 1963 року за фільм «До світу світла».
- 1966 Книжкова премія Ради культури
- 1966 Поетична премія Dagbladet
- 1967 Номінований на літературну премію Північної ради за книгу «Епоха часу».
- 1969 Книжкова премія Ради культури
- Премія Доблоуга 1971 року
- 1971 Номінований на літературну премію Північної ради за «Аврору дев'яту темну».
- Премія Ашехоуга 1973 року
- 1975 Літературна премія Riksmålforbundet
- Премія за свободу слова 1978 року
- 1978 Номінований на літературну премію Північної ради за Det trettende stjärneblidet
- 1981 Грант Гілдендала
- 1984 Номінований на літературну премію Північної ради за часом Timenes
- 1987 Премія Норвезької академії
- 1987 Номінація на літературну премію Північної ради за «Невидиму веселку»
- 1993 Культурна премія імені Андерса Яреса
- 1993 Номінація на літературну премію Північної Ради для Nattsol
- Премія Гілдендала 2004 року
- 2005 Номінований на літературну премію Північної ради за книгу «Імперія закривається».
- 2014 Поетична премія Трізтана Віндторна[7]